# Richard March Hoe
Richard March Hoe (secondo nome scritto in alcuni documenti degli anni 1820 come Marsh) (New York, 12 settembre 1812 – Firenze, 7 giugno 1886) è stato un inventore statunitense di origine inglese.
Progettò una macchina da stampa rotativa e i relativi miglioramenti, tra cui "stampa di perfezionamento di Hoe" nel 1871. Utilizzò un rotolo di carta continuo rivoluzionando la pubblicazione dei giornali.

## Biografia
Richard March Hoe era figlio di Robert Hoe (1784–1833), un meccanico statunitense di origine inglese del Leicestershire. I suoi fratelli erano Peter Smith Hoe e Robert Hoe II.
Suo padre, con i cognati Peter e Matthew Smith, fondò una fabbrica di macchine da stampa a vapore a New York. All'età di quindici anni, Richard entrò a far parte della loro impresa. Diversi anni dopo, nel 1833, divenne un membro senior della ditta R. Hoe &amp; Company di suo padre. Dopo la morte di suo padre, quello stesso anno, Hoe divenne il capo dell'azienda. Successivamente entrò in azienda il fratello minore Robert Hoe II (1815-1884).
Richard Hoe si sposò ed ebbe una famiglia, che alla fine viveva in una casa padronale nel Bronx. Hoe morì il 7 giugno 1886 a Firenze.

## Invenzioni
All'inizio, Hoe aggiunse la produzione di seghe per acciaio alla sua attività e introdusse miglioramenti nella loro produzione. Nel 1837 visitò l'Inghilterra e ottenne un brevetto per un migliore processo di molatura delle seghe. In connessione con la sua fabbrica, Hoe fondò una scuola per apprendisti dove veniva data istruzione gratuita.
È noto soprattutto per la sua invenzione, nel 1843, di una macchina da stampa rotativa: la lastra tipografica era posta su un cilindro rotante, un sistema che consentiva di stampare molto più velocemente della vecchia macchina da stampa piana. Ottenne il brevetto (EN)  US5199, United States Patent and Trademark Office, Stati Uniti d'America. nel 1847 e la macchina venne messa in commercio lo stesso anno. Arunah Shepherdson Abell, editore di The Sun a Baltimora, fu tra i primi ad acquistarla e a metterla in uso. Nei primi giorni venne variamente chiamata " pressa fulmine di Hoe" e "pressa a letto cilindrico di Hoe".

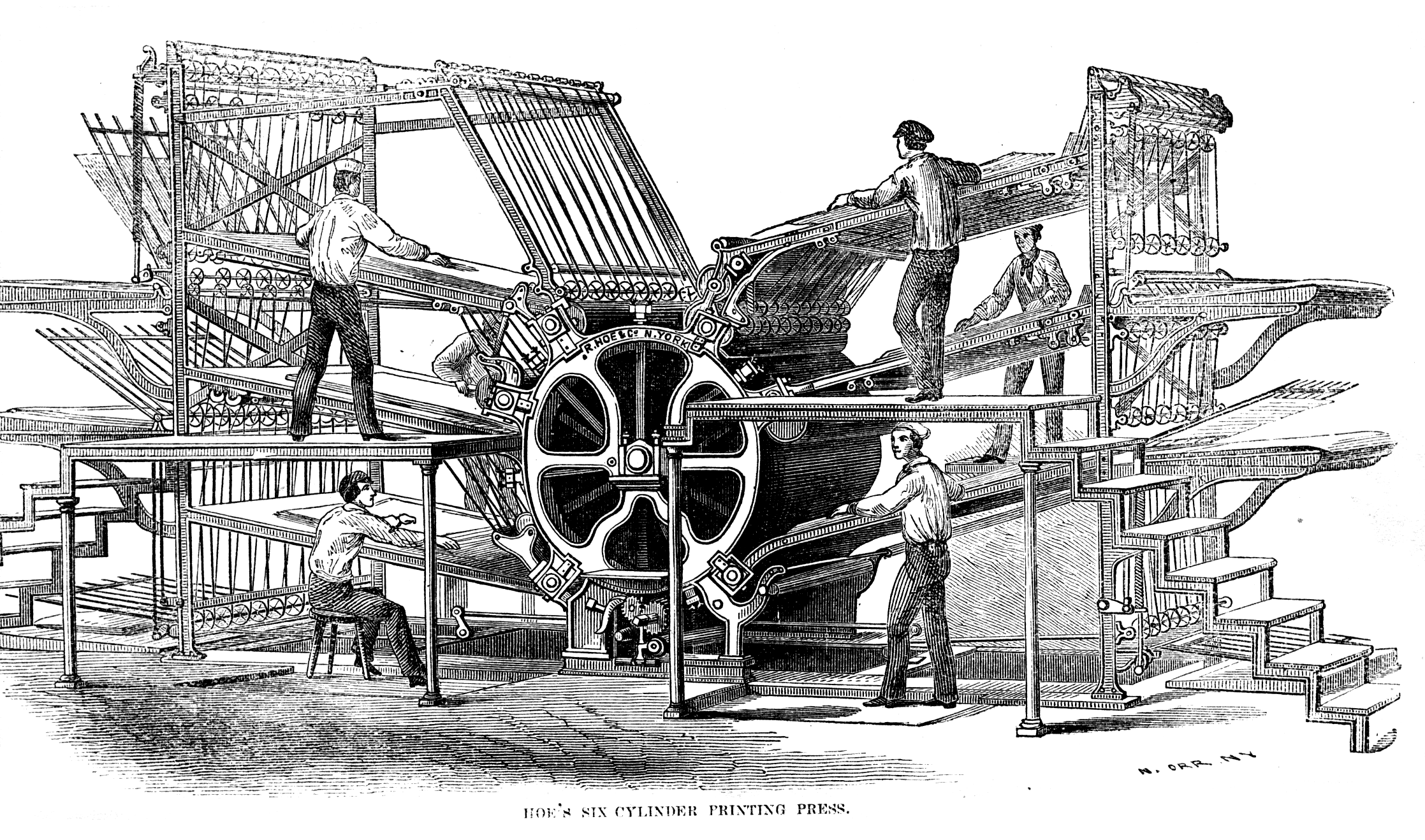
La pressa a 6 cilindri di Hoe, dalla Storia dei processi di fabbricazione di N. Orr (1864)

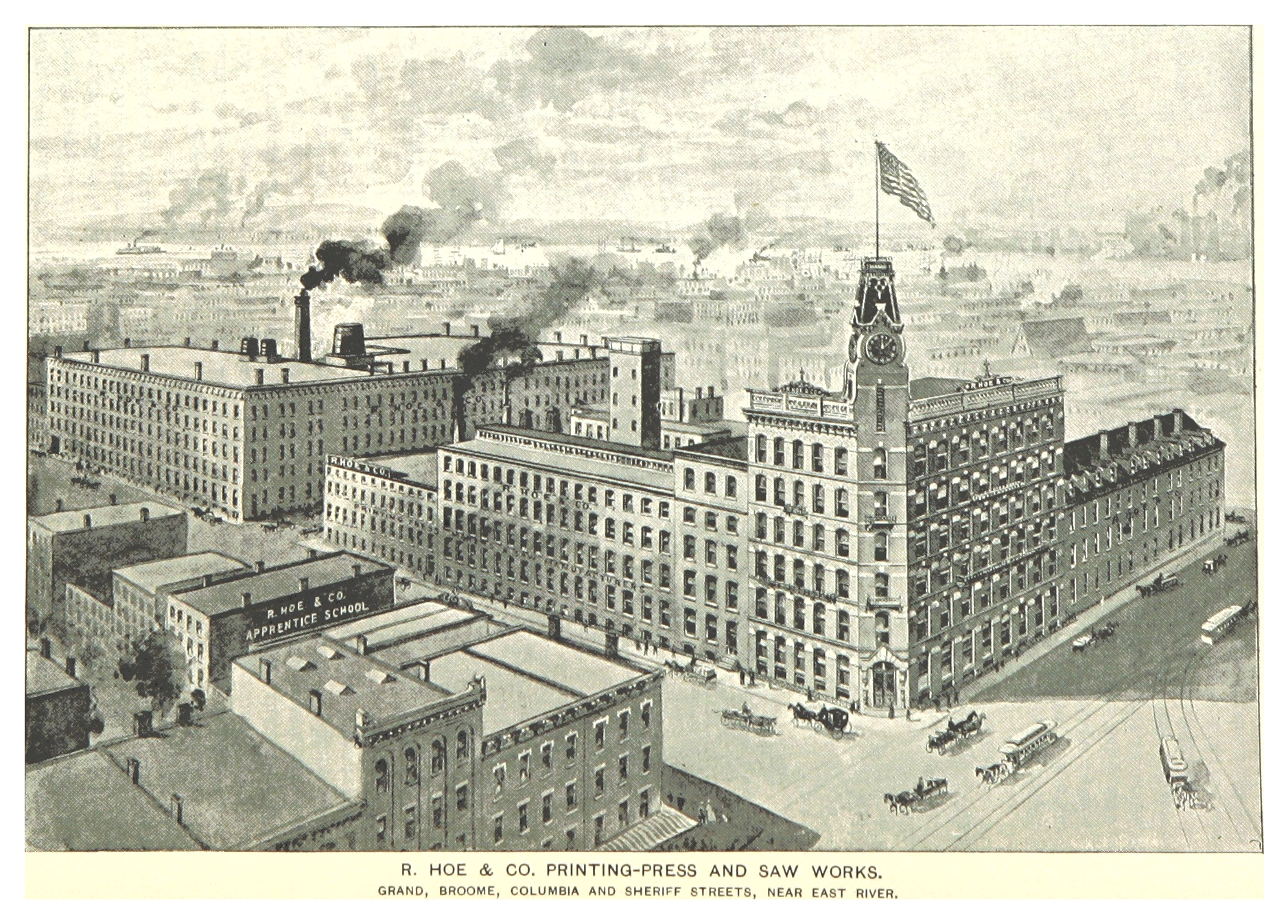
Stamperia e segheria di R. Hoe & Co, Columbia Street, vicino a East River

Nel 1870 Hoe sviluppò una rotativa che stampava entrambi i lati di una pagina in un'unica operazione, quella che chiamò "macchina da stampa per il perfezionamento del nastro Hoe". La pressa di Hoe utilizzava un rotolo continuo di carta lungo circa 8 km, che veniva fatto passare attraverso la macchina alla velocità di 240 metri al minuto. Quando il foglio stampato usciva dalla rotativa, passava su un coltello che tagliava le pagine; successivamente i fogli così tagliati venivano fatti passare attraverso un apparato che piegava le pagine e i giornali erano pronti per la spedizione. Questi giornali completamente stampati e piegati venivano consegnati molto più rapidamente. La macchina produceva 18 000 copie di giornale l'ora e venne utilizzata per la prima volta dal New York Tribune.
Hoe era un massone e morì durante un viaggio a Firenze nel 1886. Suo nipote, Robert Hoe (1839-1909), scrisse una notevole Short History of the Printing Press (1902) e apportò inoltre ulteriori miglioramenti alla stampa.
Sebbene Hoe fosse noto per la sua macchina da stampa rotativa, aveva anche lavorato molto in precedenza, dal momento che aveva assunto il lavoro di suo padre dopo che questi era andato in pensione. Aveva perfezionato molte presse a cilindro e continuato a migliorarle, creando alla fine la sua invenzione premiata, la zappa fulmine.

## Brightside
Hoe viveva con sua moglie, Mary e i figli in una tenuta di 210 000 m2, chiamata Brightside, nella sezione Morrisania/Hunts Point del Bronx. Anche il fratello di Richard, Peter Smith Hoe, aveva una casa (Sunnyslope) nella stessa tenuta. Questo edificio si trova ancora all'angolo tra Faile Street e Lafayette Avenue e ospita la chiesa episcopale metodista africana del tempio luminoso. La sua famiglia vendette la tenuta nel 1904 a imprenditori che speculavano sull'estensione della metropolitana nel Bronx.
Diverse strade della zona prendono il nome da personaggi storici dell'industria della stampa. Via Aldus prende il nome da Aldo Manuzio. Guttenberg Street (con due T) prende il nome da Johannes Gutenberg e fu ribattezzata East 165th Street nel 1911. Hoe Avenue corre a nord di quello che ora è Bruckner Boulevard.

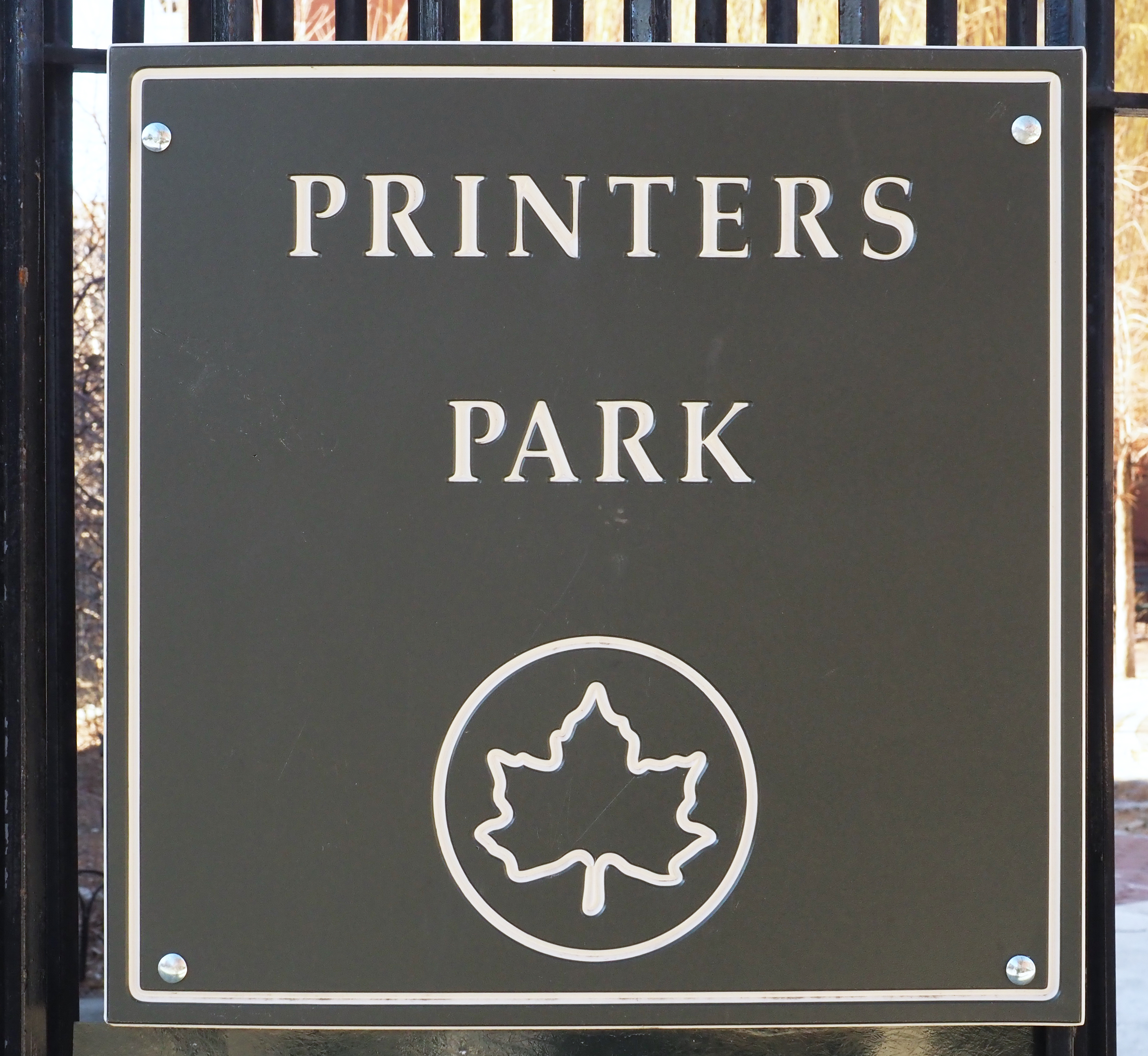
Insegna di Printer's Park (manca l'apostrofo)

Printer's Park si trova nel sito un tempo occupato dalla sua villa, all'angolo tra Aldus Street e Hoe Avenue nel Bronx. Il parco recentemente ricostruito e riaperto nell'aprile 2010, è dotato di una struttura ludica ispirata alla stampa rotativa.